# François Joseph d'Estienne de Chaussegros de Léry
Pour les articles homonymes, voir Estienne, Chaussegros de Léry et Léry.
François Joseph d’Estienne de Chaussegros de Léry, né le 11 septembre 1754 à Québec et mort le 5 septembre 1824 à Chartrettes, est un général canadien de la Révolution et de l’Empire. Commandant-en-Chef de l'Armée impériale de Hollande. Ingénieur-en-chef de l'Empire français.

## Carrière
Formé à l'École royale du génie de Mézières dont il sort en 1777, il s'occupe jusqu'en 1781 des travaux du port de Brest. Il combat aux Antilles et en Amérique pendant la guerre d'Indépendance des États-Unis et participe à la deuxième bataille d'Ouessant.
Il sert à l'armée de Sambre-et-Meuse comme sous-directeur des fortifications en 1795, puis est promu général de brigade le 4 août 1799. Après avoir commandé le génie de l'aile gauche de l'armée du Rhin sous Moreau en 1800, il passe à l'armée des Grisons. À la fin de 1803 il est en poste en Batavie et au printemps 1804 il est aide de camp de l'Empereur. 
Général de division le 1er février 1805 il combat à la bataille de Friedland puis sert en Espagne. Il commande en 1810 le génie de l'armée du Midi, et commande en cette qualité le génie lors du premier siège de Badajoz (1811) puis lors de la bataille d'Albuera le 16 mai 1811. À la fin de 1812, le général Léry prend le commandement du génie de toutes les armées présentes en Espagne et en Italie .
Le général de Léry assure la défense de Soissons pendant la campagne de France, puis est responsable des fortifications de Lyon pendant les Cent-Jours. À sa mort, son nom circulait sur une liste de promotion pour nommer les prochains maréchaux.

## Distinctions
Officier de la Légion d'honneur le 11 septembre 1803, commandeur le 14 juin 1804, il est fait grand-officier le 25 décembre 1805. Lors de la Première Restauration, il est fait grand-cordon de l'ordre royal de la Légion d'honneur le 27 décembre 1814.
Il est créé baron de l'Empire le 4 janvier 1811.

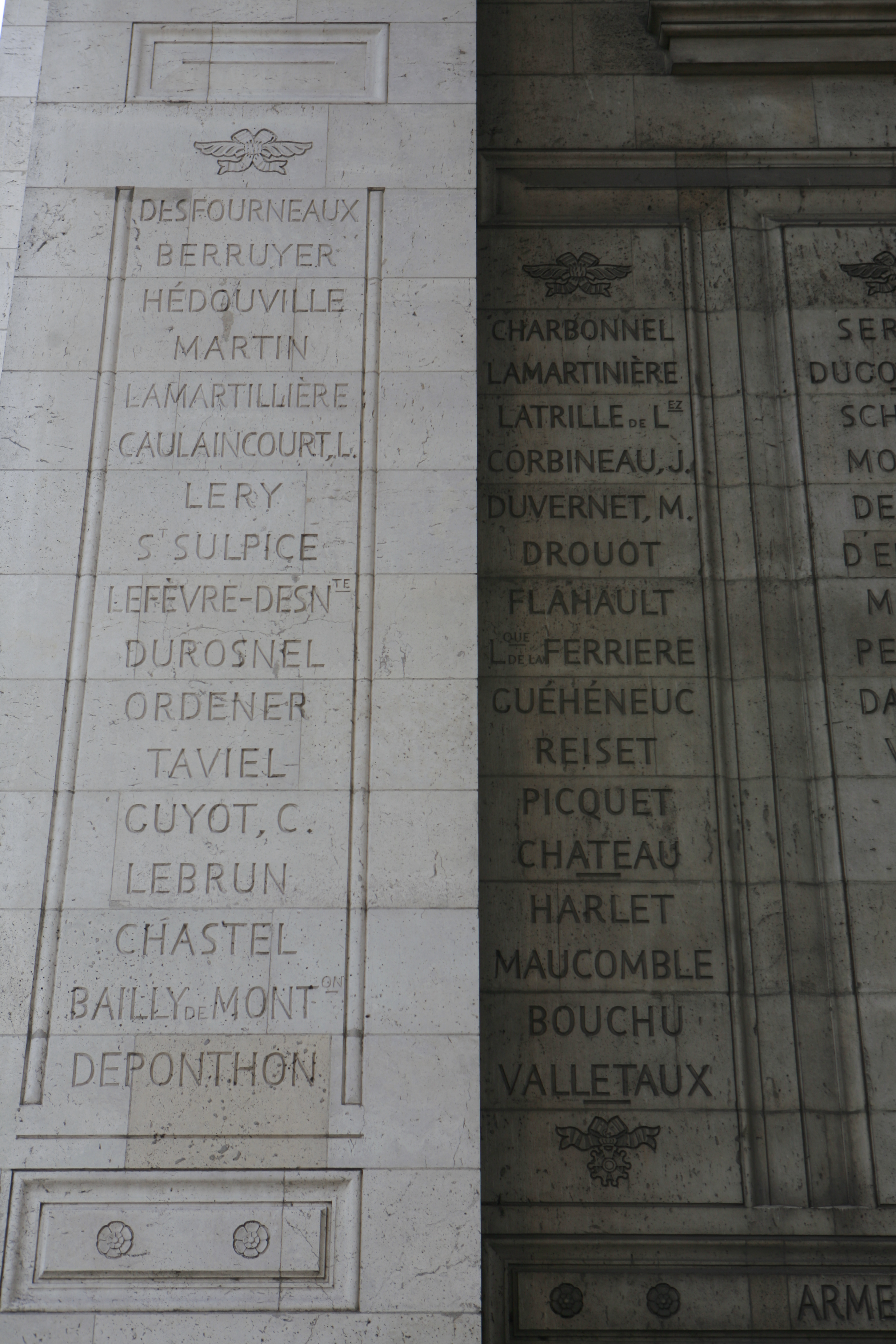
Noms gravés sous l'arc de triomphe de l'Étoile : pilier Ouest, 31e et.

À la Seconde Restauration, il est fait vicomte par Louis XVIII.
Il fait partie des 660 personnalités à avoir son nom gravé sous l'arc de triomphe de l'Étoile.

## Famille
François Joseph d'Estienne de Chaussegros de Léry est descendant d'une famille d'ingénieurs militaires installés au Canada dans les premiers temps de la colonisation française et seigneurs de Léry, en banlieue de Montréal. À la fin de la guerre de Sept Ans son père vient plaider la cause des Canadiens auprès du roi de France puis retourne au Canada se mettre au service de son nouveau souverain après le traité de Paris. Il laisse cependant François Joseph et deux autres de ses fils entrer à l'École du génie de Mézières avec l'aide de leur oncle présent en France à cette époque, l'ingénieur canadien Michel Chartier de Lotbinière.
À la Révolution française, François Joseph a trois frères au service de la France. Louis-René, garde du corps de Louis XVI, et Gaspard-Roch-Georges, qui choisissent d'émigrer et rejoignent l'armée des Princes. Alexandre-André-Victor, lui aussi ingénieur, deviendra aide de camp de François Joseph. Gaspard-Roch-Georges, après s'être retiré du service en 1797, devient précepteur des deux fils du tsar Paul 1er, soit le futur tsar Nicolas 1er et son frère le grand-duc Michel, qui deviendra le commandant du corps des ingénieurs et des artilleurs en Russie. Louis-René retournera au Canada et servira comme colonel dans l'Armée britannique lors de la guerre de 1812 contre les États-Unis.
Au printemps 1801 François Joseph épouse Marguerite Cécile Kellermann, fille du général François Christophe Kellermann, futur maréchal d'Empire, et sœur du général François Étienne Kellermann. L'unique enfant de cette union nait en 1804 et se prénomme Napoléon François Christophe Gustave.

### Archives
- Le fonds d'archives de la Famille Chaussegros de Léry est conservé au centre d'archives de Québec de Bibliothèque et Archives nationales du Québec[14].